# Neuropatia diabética
Neuropatia diabética é um termo usado na medicina para descrever a lesão dos nervos ocasionada pela glicemia elevada. Aproximadamente metade dos diabéticos apresentam alguma forma de neuropatia. Quanto mais tempo se tem a doença, maior as chances de desenvolver algum grau de neuropatia e os primeiros sinais de lesão nos nervos pode ocorrer em cerca de 10 a 20 anos após o diagnóstico da diabetes. Quase todas as amputações em pessoas diabéticas tem origem na neuropatia diabética.
Em 2010 afetava 132 milhões de pessoas, 2% da população, e a tendência é que aumente a cada ano.

## Tipos
Condições relativamente comuns que podem estar associadas à neuropatia diabética incluemAristidis Veves; John M. Giurini; Frank W. LoGerfo (2012-06-12). The Diabetic Foot: Medical and Surgical Management (3rd ed.). Springer Science & Business Media. p. 34. ISBN 978-1-61779-791-0.:
- Neuropatia periférica diabética;
  -     - Polineuropatia simétrica distal (PNSD);
- Paralisia ocular (nervos cranianos 3, 4 e 6);
- Mononeuropatia simples ou multiplex;
- Amiotrofia diabética;
- Neuropatias autonômicas como bexiga neurogênica e disfunção erétil;

## Fisiopatologia
Para entendermos melhor, o sistema nervoso se divide em duas partes: o sistema nervoso central e o sistema nervoso periférico. O sistema nervoso central é composto pelo cérebro e a medula espinhal; ele é o centro de controle do sistema nervoso. Já o sistema nervoso periférico envolve os nervos que se ramificam a partir da medula espinhal, estendendo-se por todo o corpo. Os nervos agem como mensageiros, transmitindo informações ao cérebro por meio da medula espinhal. Muitos nervos são isolados por uma camada protetora de proteína e de gordura denominada bainha de mielina
A alta taxa de glicemia causa um estreitamento dos pequenos vasos sanguíneos que nutrem as bainhas de mielina, ocasionando atraso ou cessação na comunicação entre os neurônios. A degeneração causada às bainhas de mielina é a causa principal da neuropatia diabética periférica, porém não a única.
A neuropatia diabética pode estimular problemas em todo o corpo. As partes mais suscetíveis são os dedos e outras partes do pé. A neuropatia diabética acarreta problemas digestivos, cardiovasculares, urinários, sexuais, de visão e vários outros. O que pode ser muito graves e até fatais. É importante saber reconhecer os primeiros sinais e sintomas, e fazer exames regularmente ao primeiro indício de lesão nervosa.
Via do poliol
Diferentemente dos músculos, órgãos e tecidos gordurosos, os nervos não precisam de insulina para absorver a glicose. Então, se a taxa de açúcar do sangue subir, os nervos ficam saturados de tanta glicose. As enzimas processam o açúcar excedente, convertendo-o em sorbitol e frutose, levando a níveis reduzidos de outras substâncias importantes. Com o desgaste da bainha de mielina e a lesão da estrutura do nervo, os sinais transmitidos pelos axônios podem se tornar confusos. A reductase do sorbitol gera poliol que lesiona a microvascularização da retina, rins e nervos periféricos.

## Prevenção
O mais importante é um bom controle glicêmico. Geralmente envolve dieta, exercícios e fármacos antidiabéticos. Parar de fumar e beber álcool também é útil para prevenir esses transtornos. Também é importante cortar bem as unhas e ver os pés todos os dias e usar cremes hidratantes.

## Tratamento
Fármacos antioxidantes são uma ótima alternativa terapêutica. O ácido α-lipoico por via venosa (600mg/dia por 3 semanas) é, no momento, o único tratamento baseado no mecanismo da doença com eficácia comprovada e passível de utilização na prática clinica. A utilização do mesmo fármaco via oral (600mg/dia, em jejum), a única apresentação atualmente disponível no Brasil, ainda necessita de mais estudos comprobatórios, embora os indícios sugiram sua eficácia. Outras formas de tratamento foram propostas, contudo carecem de dados que comprovem e aprovem ser eficientes.
Os antidepressivos tricíclicos têm eficácia comprovada, mas seus efeitos adversos são importantes fatores limitantes, pois podem estar associados a alterações da condução cardíaca, entre outros sintomas. Acima da dose de 100mg/dia, sua utilização parece estar associada a risco de morte súbita, motivo pelo qual deve ser utilizado com precaução em pacientes com cardiopatia. Recomenda-se iniciar com 10 a 25mg/dia e progredir o aumento de dose de forma gradual, seguindo-se cuidadosamente o paciente. Embora doses de até 150mg/dia sejam indicadas, dificilmente consegue-se ultrapassar 75mg/dia. A escolha do fármaco específico deve levar em consideração as manifestações do paciente e os efeitos adversos dos fármacos.
Dentre os anticonvulsivos, a gabapentina e a pregabalina, ambas inibidoras da subunidade alfa-2-delta do canal de cálcio, são atualmente as melhores opções para este grupo de pacientes. Dentre os antidepressivos duais, bloqueadores da recapturação da serotonina e da noradrenalina, a duloxetina, em comparação com a venlafaxina, é a que melhor resultado apresenta no controle e custo-beneficio da DN das formas dolorosas. A duloxetina pode ser administrada na dose inicial de 30mg/dia, titulando em uma semana para 60mg/dia como manutenção. Alguns pacientes necessitam de 120mg/dia para controle da DN.
Recentemente foi realizado um estudo pela Instituto de Ciências Biomédicas (ICB) da USP, no qual um peptídeo conhecido como hemopressina – naturalmente encontrado no organismo humano e de outros mamíferos – se mostrou uma alternativa promissora no tratamento da neuropatia diabética em experimentos com camundongos. A neuropatia diabética é uma das complicações crônicas mais comuns e incapacitantes da diabete. Quando a doença não é adequadamente controlada, o excesso de glicose presente no sangue causa a oxidação da bainha de mielina e lesiona a estrutura de nervos periféricos. Além de causar dor, esse processo degenerativo prejudica a comunicação entre os neurônios e pode até levar à amputação de membros.
Segundo Camila Squarzoni Dale, professora do Departamento de Anatomia do ICB-USP e coordenadora do estudo.“Além de eliminar a dor nos animais, o tratamento promoveu a regeneração parcial da camada de mielina, uma capa membranosa que recobre os neurônios e atua como isolante elétrico, auxiliando na propagação dos impulsos nervosos”.